# Zoé De Grand Maison
Zoé De Grand Maison, née le 3 mai 1995 à Montréal (Québec), est une actrice canadienne. Elle est notamment connue pour ses rôles de Gracie Johanssen dans la série télévisée Orphan Black et Ashley dans le film Ma pire journée. 

## Carrière
De 2018 à 2020, elle incarne Evelyn Evernever dans la série télévisée Riverdale.

## Filmographie

### Cinéma
| Année | Titre                    | Rôle        |
| ----- | ------------------------ | ----------- |
| 2015  | A Christmas Horror Story | Molly Simon |
| 2015  | Bloom                    | Ashley      |
| 2017  | Adam's Testament         | Katia       |
| 2017  | Morning After            | Teegan      |
| 2019  | Cleverly Disguised       | Jennifer    |

### Télévision
| Année        | Titre                               | Rôle              |
| ------------ | ----------------------------------- | ----------------- |
| 2012         | Saving Hope, au-delà de la médecine | Tara              |
| 2012         | Le Déshonneur d'un Colonel          | Beth Pelway       |
| 2013         | Played, les infiltrés               | Emily Moreland    |
| 2014–15,2017 | Orphan Black                        | Gracie Johanssen  |
| 2014         | Motive                              | Sasha King        |
| 2015         | Les Enquêtes de Murdoch             | Nicolette Green   |
| 2015         | Ma pire journée                     | Ashley Mendlebach |
| 2015         | Rookie Blue                         | Hayley Hill       |
| 2016         | Pregnant at 17                      | Chelsea           |
| 2017         | Sea Change                          | Naomi             |
| 2017         | Stickman                            | Liv               |
| 2018         | Wayne                               | Jenny             |
| 2018–2020    | Riverdale                           | Evelyn Evernever  |
| 2025         | The summer I turned pretty          | Agnès             |